# OECD Better Life Index
L'OECD Better Life Index, lanciato nel maggio 2011 dalla Organizzazione per la cooperazione e lo sviluppo economico, è un indice che assimila indici diversi di benessere in linea con le raccomandazioni della Commissione sulla misurazione della performance economica e del progresso sociale ovvero Stiglitz-Sen-Fitoussi Commission. L'indice OECD Better Life Initiative include due principali elementi: "Your Better Life Index" e "How's Life?".

## Storia e metodologia
Your Better Life Index (BLI), lanciato nel maggio 2011, è uno strumento interattivo per comparare le diverse performance di ogni singolo Stato. È stato progettato dalla berlinese Raureif in collaborazione con Moritz Stefaner. La prima pubblicazione è del 24 maggio 2011 e include dimensioni di benessere:
1. Housing: condizioni abitative
2. Reddito: Reddito e sostenibilità finanziaria
3. Lavoro: Sicurezza e salute sul luogo di lavoro, disoccupazione
4. Comunità: qualità della vita sociale
5. Istruzione
6. Ambiente: qualità dell'ambiente
7. Governance: democrazia
8. Salute
9. Soddisfazione di vita: livello di felicità
10. Sicurezza: sicurezza pubblica
11. Bilancio lavoro-vita

Canberra è stata considerata la città più vivibile al mondo secondo l'OECD Better Life Index.
How's Life? offre un raffronto su 40 nazioni diverse.
Nuovi indicatori sono previsti nell'indice Better Life Index in futuro. Le prossime edizioni terranno conto delle iniquità.

## Classifica

### 2016
Legenda:
| Housing Reddito Lavoro | Comunità Istruzione Ambiente | Coinvolgimento civico Salute Soddisfazione di vita | Sicurezza Bilancio lavoro-vita |

| Posizione | Nazione       | Housing | Reddito | Lavoro | Comunità | Istruzione | Ambiente | Coinvolgimento civico | Salute | Soddisfazione di vita | Sicurezza | Bilancio lavoro-vita |
| --------- | ------------- | ------- | ------- | ------ | -------- | ---------- | -------- | --------------------- | ------ | --------------------- | --------- | -------------------- |
| 1         | Norvegia      |         |         |        |          |            |          |                       |        |                       |           |                      |
| 2         | Australia     |         |         |        |          |            |          |                       |        |                       |           |                      |
| 3         | Danimarca     |         |         |        |          |            |          |                       |        |                       |           |                      |
| 4         | Svizzera      |         |         |        |          |            |          |                       |        |                       |           |                      |
| 5         | Canada        |         |         |        |          |            |          |                       |        |                       |           |                      |
| 6         | Svezia        |         |         |        |          |            |          |                       |        |                       |           |                      |
| 7         | Nuova Zelanda |         |         |        |          |            |          |                       |        |                       |           |                      |
| 8         | Finlandia     |         |         |        |          |            |          |                       |        |                       |           |                      |
| 9         | Stati Uniti   |         |         |        |          |            |          |                       |        |                       |           |                      |
| 10        | Islanda       |         |         |        |          |            |          |                       |        |                       |           |                      |
| 11        | Paesi Bassi   |         |         |        |          |            |          |                       |        |                       |           |                      |
| 12        | Germania      |         |         |        |          |            |          |                       |        |                       |           |                      |
| 13        | Lussemburgo   |         |         |        |          |            |          |                       |        |                       |           |                      |
| 14        | Belgio        |         |         |        |          |            |          |                       |        |                       |           |                      |
| 15        | Austria       |         |         |        |          |            |          |                       |        |                       |           |                      |
| 16        | Regno Unito   |         |         |        |          |            |          |                       |        |                       |           |                      |
| 17        | Irlanda       |         |         |        |          |            |          |                       |        |                       |           |                      |
| 18        | Francia       |         |         |        |          |            |          |                       |        |                       |           |                      |
| 19        | Spagna        |         |         |        |          |            |          |                       |        |                       |           |                      |
| 20        | Slovenia      |         |         |        |          |            |          |                       |        |                       |           |                      |
| 21        | Rep. Ceca     |         |         |        |          |            |          |                       |        |                       |           |                      |
| 22        | Estonia       |         |         |        |          |            |          |                       |        |                       |           |                      |
| 23        | Giappone      |         |         |        |          |            |          |                       |        |                       |           |                      |
| 24        | Slovacchia    |         |         |        |          |            |          |                       |        |                       |           |                      |
| 25        | Italia        |         |         |        |          |            |          |                       |        |                       |           |                      |
| 26        | Israele       |         |         |        |          |            |          |                       |        |                       |           |                      |
| 27        | Polonia       |         |         |        |          |            |          |                       |        |                       |           |                      |
| 28        | Corea del Sud |         |         |        |          |            |          |                       |        |                       |           |                      |
| 29        | Portogallo    |         |         |        |          |            |          |                       |        |                       |           |                      |
| 30        | Lettonia      |         |         |        |          |            |          |                       |        |                       |           |                      |
| 31        | Grecia        |         |         |        |          |            |          |                       |        |                       |           |                      |
| 32        | Ungheria      |         |         |        |          |            |          |                       |        |                       |           |                      |
| 33        | Russia        |         |         |        |          |            |          |                       |        |                       |           |                      |
| 34        | Cile          |         |         |        |          |            |          |                       |        |                       |           |                      |
| 35        | Brasile       |         |         |        |          |            |          |                       |        |                       |           |                      |
| 36        | Turchia       |         |         |        |          |            |          |                       |        |                       |           |                      |
| 37        | Messico       |         |         |        |          |            |          |                       |        |                       |           |                      |
| 38        | Sudafrica     |         |         |        |          |            |          |                       |        |                       |           |                      |